# Черненко Сергій Павлович
Сергі́й Па́влович Черне́нко — від жовтня 2012 року Голова Правління «Першого Українського Міжнародного Банку».

## Освіта
Сергій Черненко здобув освіту у Донецькому державному технічному університеті, який закінчив за фахом «Міжнародні економічні відносини та менеджмент зовнішньоекономічної діяльності».

## Професійний досвід
Почавши роботу у «Першому Українському Міжнародному Банку» у 1997 році на посаді спеціаліста Центрального управління оцінки ризиків, у 2005 році став начальником Центрального управління ризиків і входив до складу Правління «ПУМБ».
У лютому 2006 року Сергій Черненко був запрошений на позицію Члена Спостережної Ради «ПУМБ», яку займав до березня 2008 року.
З вересня 2008 року — заступник Голови Правління «ПУМБ». У квітні 2011 року Сергія Черненка призначено першим заступником голови правління, а в лютому 2012 року він також обіймав посаду фінансового директора (CFO) «ПУМБ».
У жовтні 2012 року Спостережна рада «ПУМБ» призначила Сергія Черненка Головою Правління «ПУМБ». На цій посаді він замінив Костянтина Вайсмана.

## Цитати
«Я вдячний компанії «СКМ» за надану мені довіру і докладу всіх зусиль для того, щоб банк продовжував реалізацію стратегії розвитку та окреслених планів. «ПУМБ» має дуже сильну команду, яка відмінно справляється з будь-якими викликами. Будучи частиною цієї команди вже друге десятиліття, я повністю впевнений у нашому подальшому успіхові. Ми продовжимо працювати над тим, щоб коло наших клієнтів постійно розширювалося, а співробітники, акціонери і всі зацікавлені сторони по праву пишалися банком».

Сергій Черненко, голова правління «ПУМБ».